# Friedrich Gustav Jakob Henle
Friedrich Gustav Jakob Henle (Fürth, 9 de julho de 1809 — Göttingen, 13 de maio de 1885) foi um médico, patologista e anatomista alemão. A ele é creditado o descobrimento da Alça de Henle, uma parte do rim. Seu ensaio "On Miasma and Contagia" foi um claro argumento para a teoria germinal da doença. Foi um pesquisador fundamental no desenvolvimento da moderna medicina.

## Biografia
Henle nasceu em Fürth, Baviera. De ascendência judaica, estudou medicina na Universidade de Heidelberg e em Bonn, onde recebeu seu diploma de médico em 1832; foi prossector em anatomia de Johannes Müller em Berlim. Ele trabalhou durante seis anos nesta posição e realizou vários trabalhos, incluindo três monografias sobre a anatomia de novas espécies de animais, e publicações sobre a estrutura do sistema linfático, a distribuição do epitélio no corpo humano, a estrutura e desenvolvimento do cabelo, a formação do muco e do pus, etc.
Em 1840 aceitou a cadeira de anatomista em Zurique, e em 1844 foi chamado para Heildelberg, onde lecionou não apenas anatomia, mas fisiologia e patologia. Neste período, ele se engajou no seu sistema completo de anatomia geral, a qual formou o sexto volume da nova edição do tratado de Samuel Thomas von Sömmering, publicado em Leipzig entre 1841 e 1844. Ao passo que, em Heildenberg, publicava uma monografia zoologica acerca de tubarões e raias, em parceria com seu tutor Müller, e em 1846 seu famoso Manual de Patologia Racional começa a aparecer; isto marca o início de uma nova era nos estudos patológicos, desde que em fisiologia e a patologia foram estudados, nas palavras do próprio Henle, como um dos ramos da ciência, e os fatos da doença estavam sistematicamente considerados como referência às suas relações fisiológicas.
Em 1852, mudou-se para Gotinga, onde publicou, três anos mais tarde, o seu Livro de Anatomia Humana Sistemática (Handbook of Systematic Human Anatomy). Este trabalho foi, talvez, o mais completo e abrangente do seu tempo, e era notável não apenas pela plenitude e pequenez de suas descrições anatômicas, mas também pelo número e excelência das ilustrações com as quais foram elucidadas a anatomia dos vasos sanguíneos, rins, olhos, unhas, sistema nervoso central, etc. Ele descobriu a Alça de Henle e os Túbulos de Henle, duas estruturas anatômicas dos rins.

## Trabalhos
Outros trabalhos nos campos da anatomia e da patologia associados ao seu nome:
- Criptas de Henle: pequenas bolsas localizadas na conjuntiva do olho.
- Corpos Hassal-Henle: protuberâncias transparentes localizadas na periferia da membrana de Descemet do olho.
- Fissura de Henle: tecido fibroso entre as fibras musculares cardíacas.
- Ampola de Henle: ampola do tubo uterino.
- Camada de Henle: camada externa de células da bainha radicular de um folículo piloso.
- Ligamento de Henle: tendão do músculo abdominal transversal.
- Membrana de Henle: camada de Bruch interna que faz fronteira com a coróide do olho.
- Bainha de Henle: tecido conjuntivo formado por fibrilas reticulares organizado em torno de fibras nervosas individuais.
- Espinha de Henle: A espinha supra-meatica que serve como um marco na área do mastóide.